# TNT (groupe brésilien)
Pour l’article homonyme, voir TNT (groupe).
TNT est un groupe brésilien de rock 'n' roll, originaire de Porto Alegre, dans le Rio Grande do Sul. Il est très influent dans les années 1980 et 1990, et est toujours considéré comme l'un des principaux groupes de l'histoire du Rio Grande do Sul, principalement en raison de ses chansons intemporelles, qui ont traversé des générations de fans,
Le groupe reprend ses activités en septembre 2024, lors du festival KTO Rock à l'auditorio Araújo Vianna.

## Histoire
En 1984, Charles Master forme le groupe TNT avec son ami et voisin Flávio Basso. La première formation du groupe comprend Flávio Basso (guitare), Márcio Petracco (basse), Charles Master (guitare) et Felipe Jotz (batterie). Plus tard, Nei Van Soria rejoint le groupe en tant que guitariste et Flávio a quitté la guitare et reprend le chant, mais le quintet ne joue qu'une seule fois. Márcio quitte le groupe et Charles reprend la basse.
En 1985, ils participent avec deux titres à l'album Rock Grande do Sul, une compilation avec cinq groupes de Rio Grande do Sul publiée par le label Plug, RCA, DeFalla, Engenheiros do Hawaii, Garotos da Rua et Os Replicantes. Les chansons sont Estou na Mão et Entra Nessa. Mécontent de la direction prise par RCA, Flávio décide de quitter le groupe. Nei l'accompagne pour former un nouveau groupe appelé Os Cascavelletes, qui deviendra un concurrent local.
Charles et Jotz appellent Márcio Petracco et Tchê Gomes pour reprendre les guitares. Le groupe sort son premier album en 1987, l'éponyme TNT. Felipe quitte le groupe après l'album TNT II et Paulo Arcari prend sa place. En 1991, avec l'arrivée de João Maldonado aux claviers, le groupe sort Noite Vem, Noite Vai, un album qui laisse déjà entrevoir les tendances plus pop de Charles Master. Tchê Gomes quitte le groupe à la suite de désaccords avec Charles Master. Avec la fin d'Os Cascavelletes, Flávio Basso retourne à son groupe d'origine. Charles Master poursuit sa carrière solo en interprétant les succès de TNT et Márcio Petracco est impliqué dans des activités liées à la musique,. En 2008, le supergroupe Tenente Cascavel est formé, réunissant d'anciens membres de TNT et d'Os Cascavelletes, dans le but d'organiser des concerts rappelant les plus grands succès des deux groupes.
TNT reprend ses activités lors du KTO Rock Festival en septembre 2024, à l'occasion d'un spectacle surprise. Leconcert réunit Charles Master, Márcio Petracco, Fábio Ly, Tchê Gomes, Paulo Arcari et João Maldonado. Le groupe annonce une représentation pour le 19 décembre 2024 à l'auditorio Araújo Vianna de Porto Alegre.

## Discographie
- 1987 : TNT
- 1988 : TNT II
- 1991 : Noite Vem, Noite Vai
- 2004 : TNT ao Vivo
- 2005 : Um por Todos ou Todos por um|Um por Todos ou Todos por Um

## Distinctions

### Prêmio Açorianos
| Année | Catégorie | Nommé                        | Résultat   | Réf.   |
| 2005  | Album pop | Um por Todos ou Todos por Um | Nomination | [ 11 ] |